# Uvozovky
Uvozovky („“ ‚‘ »« ›‹) jsou párová interpunkční znaménka užívaná nejčastěji k vyznačení přímé řeči v textu. V češtině se uvozovky přimykají k označenému textu bez mezer a jako základní se používají dvojité uvozovky typu 99 66. Na běžné počítačové klávesnici jsou vyznačeny jen rovné dvojité horní uvozovky ("), které se hodí především pro zapisování počítačového kódu nebo například pro vyhledání přesně zadaného výrazu.

## Historie
Dvojité uvozovky jsou starší než uvozovky jednoduché. Vychází z notace používané původně v rukopisech z patnáctého století, kde sloužila k označení pasáží výjimečné důležitosti (nikoliv však nezbytně citaci). Tato notace byla umístěna na vnějším okraji stránky a opakovala se na každém řádku pasáže. V polovině šestnáctého století tiskaři (především v Basileji ve Švýcarsku) vyvinuli typografickou podobu této notace, připomínající současnou koncovou respektive pravou dvojitou uvozovku. Během sedmnáctého století začalo být toto označení typické pro citované části textu a začalo být běžné, především v Británii, tisknout uvozovky (nyní již v moderní formě počáteční a koncové uvozovky) na začátek a konec citace, stejně jako na okraji. Francouzský způsob použití uvozovek je pozůstatkem z tohoto období. Ve většině ostatních jazyků, včetně češtiny, používání okrajových značek ustoupilo na konci osmnáctého století.
Jednoduché uvozovky se objevily kolem roku 1800 jako indikátor druhé úrovně citování.

## Použití uvozovek
- Základní význam uvozovek je vyznačení přímé řeči v textu. V případě, že se v přímé řeči vyskytuje další přímá řeč, zpravidla se použije jiný typ uvozovek (Řekl: „A on mi na to odpověděl, že jsem ‚samolibý‘!“), jiný typ písma nebo vložená přímá řeč už není odlišena.
- Do uvozovek se vkládají také doslovné citáty, případně i přísloví a rčení: Říká se: „Kdo jinému jámu kopá, sám do ní padá.“
- Do uvozovek je možné vložit také název filmu, knihy, uměleckého díla apod., dnes se ovšem spíše odlišují jiným typem písma (např. kurzívou): Karel Čapek je autorem „Matky“.
- V uvozovkách se objevují výrazy, od nichž se chce autor textu z nějakého důvodu distancovat – např. přezdívky, slangové nebo nespisovné výrazy: Ve hře lze využít některé „cheaty“.
- Do uvozovek se může vložit výraz, který je užit ironicky a jeho význam je tedy přehnaný nebo zcela opačný: Otec svého syna „odměnil“ pohlavkem.
- Uvozovky slouží také k vyznačení vysvětlení významu: Marginální znamená „okrajový“.

## Uvozovky vrůzných jazycích
V různých jazycích se pro uvozovky používají různé znaky, lišící se jak tvarem, tak umístěním:
| angličtina, brazilská portugalština   | “X”   | ‘X’   |                 |
| čeština, slovenština                  | „X“   | ‚X‘   | »X« příp. i ›X‹ |
| dánština                              | „X“   |       |                 |
| finština, švédština                   | ”X”   | ’X’   | »X», ›X›        |
| francouzština                         | « X » | “X”   |                 |
| italština, portugalština, španělština | «X»   | “X”   |                 |
| nizozemština                          | „X“   | ‘X’   | «X»             |
| chorvatština                          | »X«   | „X“   |                 |
| maďarština                            | „X”   | »X«   |                 |
| němčina                               | „X“   | »X«   |                 |
| norština, ruština                     | «X»   | „X“   |                 |
| polština                              | „X”   | «X»   | „X“             |
| rumunština                            | „X”   | «X»   |                 |
| slovinština                           | „X“   | «X»   |                 |
| turečtina                             | «X»   | “X”   | “X„             |
| čínština, japonština                  | 「X」 | 『X』 |                 |

### Čeština
V češtině se používají dvojité uvozovky typu 9966 („text“). Pokud je třeba použít uvozovky v již uvozeném textu, lze použít jednoduché uvozovky typu 96 (,text‘), popřípadě boční (obrácené francouzské) uvozovky (»text«) a jednoduché boční uvozovky (›text‹). Používání jiných znaků ("text", ,,text``) nebo jiných forem uvozovek z jiných jazyků (“text”) je v češtině považováno za nesprávné.

### Angličtina
V psané angličtině se používají uvozovky typu 66text99, tedy na začátku stejné horní uvozovky jako se v češtině používají na konci a uzavírací uvozovky také horní, ale opačného tvaru. Uvozovky v angličtině indikují:
- Otázku nebo přímou řeč: Carol said “Go ahead” when I asked her if the launcher was ready.
- Zmínku o názvu dílčí části díla, jakou je kapitola nebo epizoda: “Encounter at Farpoint” was the pilot episode of Star Trek: The Next Generation.
- Použití jako „scare quotes“, tj. použití pro vyjádření ironie nebo v kolokaci s výrazem „takzvaný“: The “fresh” apples were full of worms.

V americké angličtině se běžně používají dvojité uvozovky (jakožto primární). Pokud jsou uvozovky použity uvnitř druhého páru uvozovek, používají se jako sekundární uvozovky jednoduché. Například: “Didn't she say ‘I like red best’ when I asked her wine preferences?” he exclaimed to his guests.
Pokud jsou uvnitř zanořeny další uvozovky, použijí se opět uvozovky dvojité a tato alternace pokračuje dále dle potřeby (ačkoliv k tomuto dochází velmi zřídka). Oproti tomu britská angličtina inklinuje k opačné konvenci – jednoduché uvozovky se používají jako primární, zatímco dvojité mají funkci uvozovek sekundárních. Tento rozdíl se však datuje až od 60. let 20. století, dříve se používání uvozovek v britské angličtině shodovalo s používáním v angličtině americké. Obecně rozdílné varianty angličtiny mají rovněž odlišná pravidla toho, zda se interpunkce píše uvnitř uvozovek, nebo se vkládá až za ně.

## Psaní uvozovek
| Uvozovky           | Uvozovky | Unicode | HTML entita | Kód v OS Windows | Unicode přes klávesnici | Klávesou Compose | macOS             |
| ------------------ | -------- | ------- | ----------- | ---------------- | ----------------------- | ---------------- | ----------------- |
| Běžné              | „        | U+201E  | &bdquo;     | Alt + 0132       | Ctrl+⇧ Shift+U + 201E   | Compose " ,      | Alt + ⇧ Shift + N |
| Běžné              | “        | U+201C  | &ldquo;     | Alt + 0147       | Ctrl+⇧ Shift+U + 201C   | Compose " <      | Alt + ⇧ Shift + H |
| Běžné jednoduché   | ‚        | U+201A  | &sbquo;     | Alt + 0130       | Ctrl+⇧ Shift+U + 201A   | Compose ' ,      | Alt + N           |
| Běžné jednoduché   | ‘        | U+2018  | &lsquo;     | Alt + 0145       | Ctrl+⇧ Shift+U + 2018   | Compose ' <      | Alt + H           |
| Boční              | »        | U+00BB  | &raquo;     | Alt + 0187       | Ctrl+⇧ Shift+U + 0B     | Compose >        | Alt + ⇧ Shift + 9 |
| Boční              | «        | U+00AB  | &laquo;     | Alt + 0171       | Ctrl+⇧ Shift+U + 0AB    | Compose <        | Alt + ⇧ Shift + 0 |
| Boční jednoduché   | ›        | U+203A  | &rsaquo;    | Alt + 015        | Ctrl+⇧ Shift+U + 203A   | Compose . >      | Alt + ⇧ Shift + ú |
| Boční jednoduché   | ‹        | U+2039  | &lsaquo;    | Alt + 0139       | Ctrl+⇧ Shift+U + 2039   | Compose . <      | Alt + ⇧ Shift + ) |
| Anglické uzavírací | ”        | U+201D  | &rdquo;     | Alt + 0148       | Ctrl+⇧ Shift+U + 201D   | Compose " >      | Alt + ⇧ Shift + J |
| Anglické uzavírací | ’        | U+2019  | &rsquo;     | Alt + 0146       | Ctrl+⇧ Shift+U + 2019   | Compose ' >      | Alt + J           |

Poznámky:
1. ↑  Na počítačích s OS Windows lze uvozovky psát pomocí číselného kódu uvedeného v tabulce při podržení klávesy levý Alt. (Číslice je nutno stisknout na numerické klávesnici.)
2. ↑  V některých OS (např. Linux), desktopových prostředích (Gnome) nebo aplikacích (typicky webových prohlížečích jako je Google Chrome nebo Mozilla Firefox) je možné psát Unicode znaky pomocí zkratky Ctrl+Shift+U a následně kód znaku v Unicode. Zadávání se ukončí puštěním Ctrl+Shift+U nebo pokud se pustí tato zkratka před psaním kódu, ukončí se psaní mezerníkem nebo klávesou Enter.
3. ↑  Může se lišit dle verze použitého systému (na OS Windows podpora není), uvedené kombinace fungují na Arch Linuxu s X serverem 1.18.
4. ↑  Platí při použití české klávesnice. Dolní uvozovky klávesa N, horní uvozovky klávesy nad ní: H a J; vždy jednoduché s Alt, dvojité s Alt+Shift. Boční uvozovky jsou na klávesách, na kterých jsou na anglické klávesnici kulaté a hranaté závorky.